# 巴豆醛
巴豆醛，即2-丁烯醛，结构式CH3CH＝CHCHO。

## 性质
巴豆醛有顺式和反式两种双键异构体。市售商品为反式异构体，因顺式异构体不稳定。无色透明有窒息性刺激气味液体。露置于空气中或遇光时逐渐变为淡黄色液体，被氧化为巴豆酸。易溶于水，与乙醇、乙醚、苯、甲苯、汽油、煤油完全混溶。有毒，蒸气对呼吸道和眼部有刺激作用，皮肤接触时有灼烧痛感，且为很强的催泪剂。

## 制备
两分子乙醛在碱或阴离子交换树脂催化下液相羟醛缩合产生丁醇醛，后者在稀酸中加热脱水，得到巴豆醛。

从乙醛羟醛缩合制备巴豆醛。

{\displaystyle \ 2CH_{3}CHO\rightarrow CH_{3}CH(OH)CH_{2}CHO\rightarrow }{\displaystyle \ CH_{3}CH\!=\!CHCHO+H_{2}O}

## 用途
巴豆醛是重要的有机合成中间体，用于制造丁醛、食品防腐剂山梨酸、合成树脂、染料、杀虫剂、选矿用发泡剂、橡胶抗氧化剂等。巴豆醛也是有机合成中具前手性的双烯体和麦克尔受体等。